# Schwarzwaldmädel
Personnages
- Le maître de chapelle Blasius Römer (baryton)
- Hannele, sa fille (soubrette)
- Bärbele, la domestique (soubrette)
- Malwine von Hainau, une jeune noble (soprano)
- Hans (ténor)
- Richard (ténor bouffon)
- Jürgen, l'aubergiste du "Blauen Ochsen" (basse bouffon)
- Lorle, sa fille (soprano)
- La vieille Traudl
- Schmußheim, un touriste de Berlin

Airs
- O Caecilie
- Wir sind auf der Walz' vom Rhein bis zur Pfalz
- Ach, die Weiber sind ein Übel
- Lockende Augen holder Sirenen leuchten uns tief ins Herz hinein
- Muß denn die Lieb‘ stets Tragödie sein?
- Mädle aus dem schwarzen Wald, die sind nicht leicht zu habe, doch ein Schwabe hat die Gabe ...
- Malwine, ach Malwine, du bist wie eine Biene
- Erklingen zum Tanze die Geigen

Schwarzwaldmädel (en français, La Fille de la Forêt-Noire) est une opérette de Leon Jessel sur un livret d'August Neidhart.

## Situation
L'opérette se situe vers 1815 dans le village fictif de Sankt Christoph, dans la région de la Forêt-Noire appartenant au Wurtemberg.

## Argument

### Premier acte
Dans la salle de musique du maître de chapelle
Malwine von Hainau est une femme estimée mais jalouse. Énervé par son fiancé Hans, elle part faire un tour dans la forêt avec son ami Hans. Ils vont à Sankt Christoph. Ils s'émerveillent de son église.
Les préparatifs pour la fête de la sainte Cécile sont au plus fort. Malgré la forte demande, le maître de chapelle Blasius Römer peut encore louer des chambres. Il se trouve dans son bureau et joue un peu sur le piano quand on frappe à la porte. Deux jeunes hommes - Hans et Richard - entrent, ils prétendent être musiciens et cherchent un lieu pour la nuit.
Le maître de chapelle est ravi. Il s'enthousiasme avec les étrangers. Peu après, Malwine von Hainau entre dans la pièce. Elle croit savoir où est allé son amoureux. Elle espère maintenant se changer les esprits dans la Forêt-Noire. Mais elle se rend compte que Hans est attiré par la jeune fille dans la maison. Elle ne peut cacher sa jalousie.
Bien qu'il ait fait presque atteint l'âge de la retraite, Blasius Römer voudrait une autre vie. Il est secrètement amoureux de sa jeune domestique, Bärbele. Il veut l'épouser, mais chaque fois il repousse. Bärbele l'aime aussi et l'embrasse sur la joue, comme entre un père et sa fille.

### Deuxième acte
Au "Blauen Ochsen", le jour de la Sainte-Cécile
Après le service religieux, tout le village se réunit dans la cour de l'auberge "Blauen Ochsen". Les musiciens jouent des airs de danse. Il y a beaucoup de rires et parfois des disputes. Un touriste de Berlin à la grande gueule irrite les villageois.
La rumeur se répand : le vieux Römer veut demander sa domestique en mariage aujourd'hui. La vieille Traudl - une femme taquinée par beaucoup dans le village - va voir le maître de chapelle et lui dit qu'il va commettre une folie. Il se moque d'elle. Mais il passe du rire aux larmes quand il voit sa Bärbele flirter avec les deux musiciens itinérants.
La prochaine danse sera la polka de Cécile. Les femmes choisissent leurs cavaliers. Bärbele se décide pour le vieux Römer ; mais la danse ne va pas à sa fonction. Il offre donc un panier à Bärbele. Deux jeunes garçons commencent à se moquer d'elle. Lorsqu'ils la traitent de sorcière, Römer sort de ses gonds. Furieux, il se dirige vers l'un des hommes, ce qui déclenche une bagarre. L'aubergiste du Blauen Ochsen parvient péniblement à y mettre fin.

### Troisième acte
À l'auberge le lendemain
Le maire de Sankt Christoph veut découvrir qui a commencé la bagarre mais n'y arrive pas. En fin de compte, il n'a appris que Malwine von Hainau est amoureuse de Richard.
Bärbele a en même temps de bonnes et de mauvaises nouvelles : elle apprend que son père est mort et lui a laissé une grande fortune. Römer l'apprend et se demande s'il va passer pour quelqu'un qui veut de l'argent.
Bärbele avoue au maître de chapelle que Hans est l'homme de sa vie et qu'elle ira avec lui dans la ville. Ceci attriste profondément Römer. Pour se consoler, il se tourne vers la musique.

## Histoire
Lors de sa première fois, Gustav Charlé joue le maître de chapelle Blasius Römer et Steffi Walidt, Bärbele. De 1917 jusqu'à l'arrivée des nazis au pouvoir en 1933, l'opérette est donnée 6 000 fois.

## Adaptations au cinéma et à la télévision
- Schwarzwaldmädel (de), film réalisé par Arthur Wellin sorti en 1920.
- Schwarzwaldmädel, film réalisé par Victor Janson sorti en 1929.
- Schwarzwaldmädel, film réalisé par Georg Zoch sorti en 1933.
- La Fiancée de la Forêt-Noire, film réalisé par Hans Deppe sorti en 1950.
- Schwarzwaldmädel, téléfilm réalisé par Wolfgang Liebeneiner diffusé en 1973.